# Lisa Dräger
Lisa Dräger, geborene Lisa Jansen, (* 20. August 1920 in Hamburg-Rissen; † 18. Februar 2015 in Lübeck) war eine deutsche Unternehmerehefrau und Mäzenin in Lübeck.

## Leben
Nach dem Schulbesuch in Itzehoe absolvierte sie eine Ausbildung zur Technischen Zeichnerin in Berlin. Im Anschluss fand sie 1941 eine Anstellung in der medizinisch-technischen Abteilung des Drägerwerks. 1947 heiratete sie Heinrich Dräger. Für ihn war es die dritte Ehe. Aus dieser Ehe stammen vier Kinder, zwei Töchter und zwei Söhne. Dem Ehepaar sind verschiedene Initiativen zum Denkmalschutz und der Wanderweg an der Wakenitz („Drägerweg“) zu verdanken.
Lisa Dräger war 1960 Mitgründerin des Ortsverbands Lübeck des Deutschen Kinderschutzbunds, der sie später zum Ehrenmitglied ernannte. Sie trug großen Anteil an der Einrichtung einer Gedenkstätte für Thomas Mann und dessen Bruder Heinrich im Buddenbrookhaus und an der Erhaltung des Behnhauses (Drägerhaus) sowie am Bau des Schiffes Lisa von Lübeck. Der  Deutschen Lebens-Rettungs-Gesellschaft war sie als Förderin verbunden; nach ihr benannt ist ein Rettungsboot, das oft zur Begleitung von Regatten eingesetzt wird. Sie gehörte zu den Gründerinnen des Service-Clubs Zonta International in Lübeck und war 1986/1987 deren örtliche Präsidentin. Sie initiierte die 1991 gegründete gemeinnützige Gesellschaft Weltkulturgut Hansestadt Lübeck, die sie zu ihrer Ehrenvorsitzenden ernannte. 1999 stiftete sie eine Gastprofessur für die Fachhochschule Lübeck. 2008 war sie Herausgeberin eines Buchs über die Aufbaujahre des Drägerwerks. 2009 gründete sie die offene Lisa-Dräger-Stiftung. Deren Zweck ist unter anderem die Unterstützung der Kooperativen Erziehungshilfe, der präventiven Schulförderung und der Gesellschaft Weltkulturgut Hansestadt Lübeck. Die Stiftung wird von ihrer Tochter Marianne Dräger (* 1954) geleitet.
Am 18. Februar 2015 starb Lisa Dräger im Alter von 94 Jahren.

## Auszeichnungen
- Ehrenmedaille der Universität zu Lübeck, damals Medizinische Hochschule Lübeck (1977)[10]
- Bundesverdienstkreuz am Bande, verliehen für ihre Verdienste um das kulturelle und soziale Leben der Stadt Lübeck sowie die Medizinische Hochschule (1. September 1981)[11][4]
- Gedenkmünze in Gold der Gesellschaft zur Beförderung gemeinnütziger Tätigkeit (1984)
- Senatsplakette der Hansestadt Lübeck (1990)
- Ehrenbürgerschaft der Fachhochschule Lübeck (2000)
- Ehrenvorsitz der Deutschen Thomas Mann-Gesellschaft (2000)
- Gedenkmünze Bene Merenti (2005)
- Ehrenvorsitz der Gesellschaft Weltkulturgut Hansestadt Lübeck (2009)